# Благонадёжный папаша
Благонадёжный папаша (фр. Le pêre tranquille) — французский фильм режиссёра Рене Клемана. Показом фильма был открыт первый Каннский кинофестиваль в 1946 году.

## Сюжет
Действие фильма происходит во французском Муассони времён нацистской оккупации.

## В ролях
| Актёр       | Роль                          |
| ----------- | ----------------------------- |
| Ноэль-Ноэль | месье Мартен "Спокойной Папа" |
| Надин Алара | Моник Мартен                  |